# Kristina Colloredo-Mansfeldová
Kristina Colloredo-Mansfeldová (celým jménem Kristina Nadin Josephina Anna Maria Colloredo-Mansfeldová, též Christina Colloredo-Mansfeld; * 19. prosince 1940 Praha) je příslušnice česko-rakouského šlechtického rodu Colloredo-Mannsfeldů, podnikatelka v oboru lesního hospodářství a malířka. Od 90. let 20. století je jednou ze stran v mnohaletém restitučním sporu s českým státem o zámek Opočno a jeho mobiliář.

## Život

### Narození a emigrace

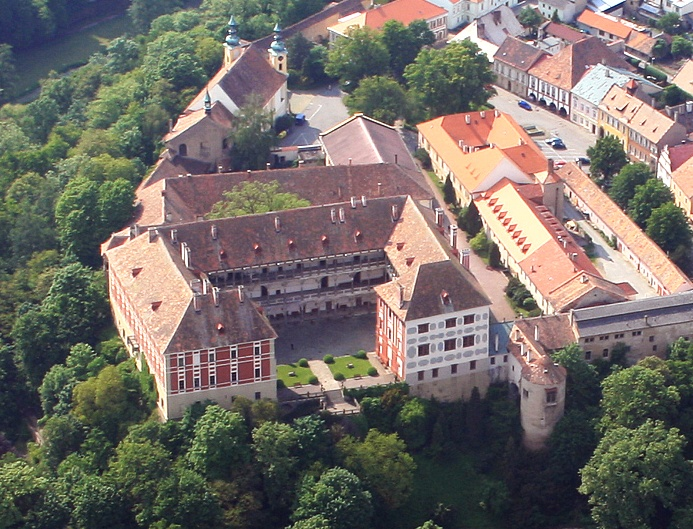
Zámek Opočno

Narodila se v Praze 19. prosince 1940. Jejími rodiči byli hrabě Josef III. Leopold Colloredo-Mansfeld (4. června 1910 Pula – 30. ledna 1990 Salcburk; v letech 1957–1990 7. kníže Colloredo-Mannsfeld) a Anna Marie, rozená Rablová (11. června 1908 Innsbruck – 25. června 1953 Beamsville, Kanada). V roce 1942 byl rodový majetek v Opočně zabaven gestapem ve prospěch Velkoněmecké říše, neboť její otec v letech 1938–1939 podepsal prohlášení české šlechty, ve kterém deklaroval příslušnost a loajalitu k českému národu. Rodina po dobu okupace bydlela v Rozběřicích, kde otec pracoval jako pomocný dělník. V roce 1947 spolu s rodiči za pomoci švýcarské a britské ambasády emigrovala do Rakouska poté, co rodový majetek v roce 1945 připadl na základě Benešových dekretů československému státu. Po krátkém pobytu v Innsbrucku, Švýcarsku a Francii se rodina trvale přestěhovala do Kanady, kde rodiče zakoupili poblíž jezera Ontario ovocnou farmu. Zde začala navštěvovat základní školu. Do školy a ze školy jezdila na oslíkovi.

### Vemigraci
V roce 1953 jí po těžké nemoci zemřela matka. V roce 1955 se vrátila zpět do Evropy a nastoupila do internátní školy ve Švýcarsku. Školu však nedokončila a další dva roky navštěvovala uměleckou školu ve Vídni. Zde se v devatenácti letech provdala za o osmnáct let staršího muže, prince z Fürstenbergu s nímž se ve Vídni také usadila. Z tohoto manželství se narodila dcera Diega, po která však tragicky zemřela při autonehodě. Po čtyřech letech se manželství rozpadlo a Kristina se vrátila zpět do Kanady. Otec ji ale odmítl nadále podporovat. Živila se tedy jako modelka, kaskadérka, herečka a současně vystudovala malířství. V Kanadě se znovu vdala, avšak i druhé manželství skončilo po čtyřech letech rozvodem. Se svými dvěma syny zůstala sama.

## VŘecku

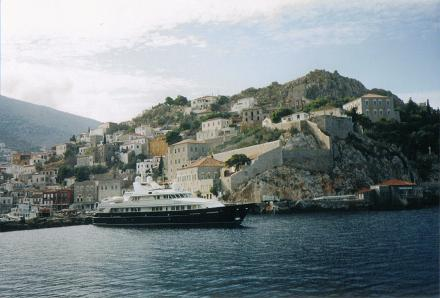
Ostrov Hydra

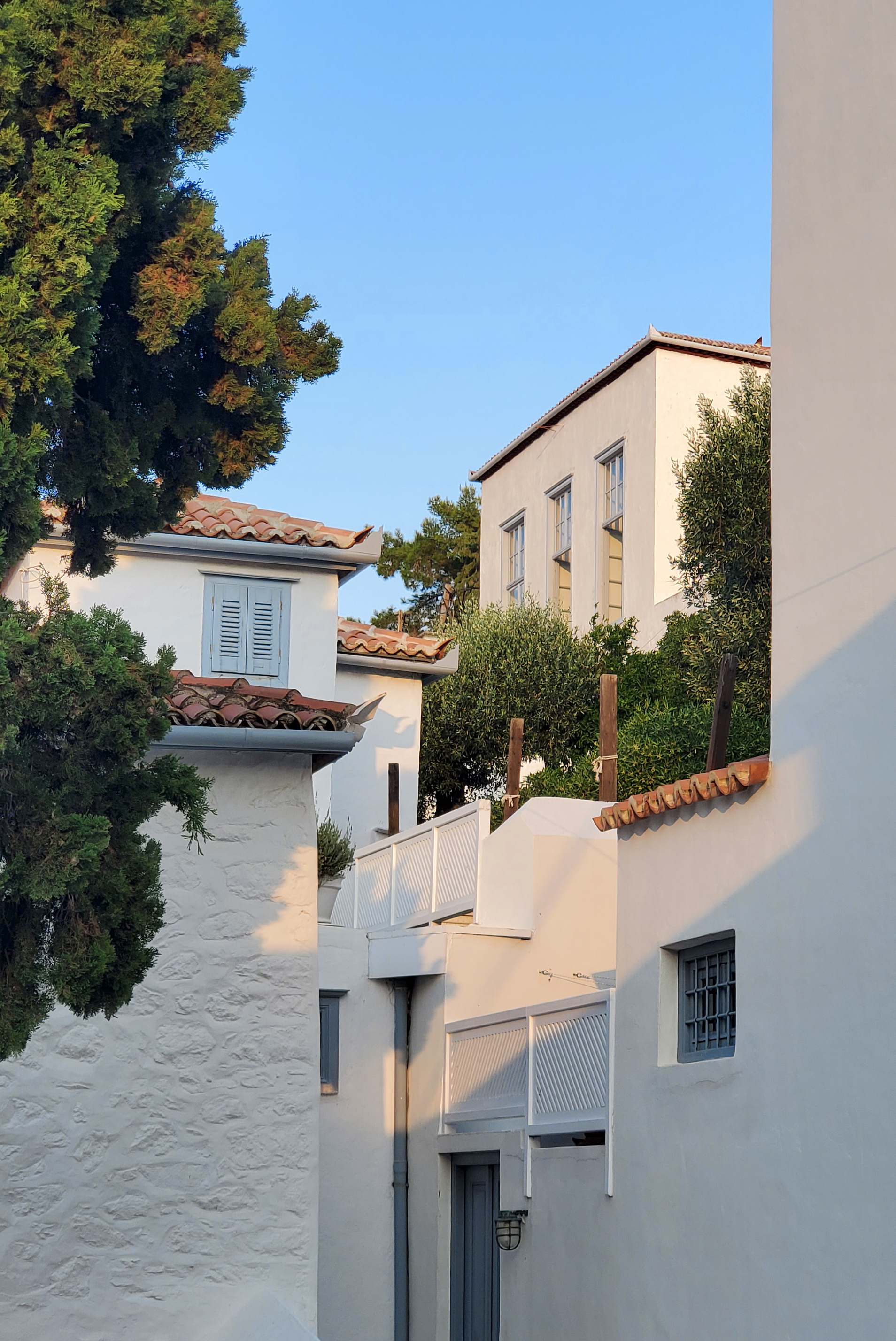
Old Carpet Factory mansion, Colloredo-Mansfeld residence.

V roce 1976 koupila se svým třetím manželem dům na řeckém ostrově Hydra, kam se přestěhovali z Gazy, kde její manžel pracoval pro švýcarský Červený kříž. Na ostrově se starala o nájemní vily, zajišťovala služby pro turisty, a věnovala se malování. Také třetí manželství skončilo rozvodem. Zatímco její manžel ostrov opustil, ona na něm zůstala až do roku 1986.

## Současnost
V současné době žije v střídavě v Kanadě, Rakousku, Řecku a v Česku. Zde pobývá v Opočně, v rodném domě malíře Františka Kupky, který jí byl v restitucích vrácen v roce 1991. Zde má ateliér a zde také sídlí její firma, zabývající se správou lesů, které jí byl navráceny v restituci v roce 1991.

### Restituční spor
Colloredové získali zámek Opočno do dědičného držení v roce 1636. Zatímco lesy a nemovitosti byly Kristině v roce 1991 v rámci restitučních nároků vráceny, žádost o navrácení opočenského zámku včetně mobiliáře byla rozhodnutím Okresního soudu v Rychnově nad Kněžnou v roce 1995 zamítnuta a v roce 1999 zamítnuta i Krajským soudem v Hradci Králové. V roce 2000 byly zamítavé rozsudky zrušeny Nejvyšším soudem ČR. Na základě nového rozsudku Okresního soudu z roku 2002 byl zámek rodině Colloredo-Mansfeldů v roce 2003 vrácen a to včetně přilehlých budov a pozemků. Toto rozhodnutí v roce 2005 ale zrušil Ústavní soud ČR, což potvrdil Okresní soud a v roce 2006 i Krajský soud. V roce 2007 byl zámek předán zpět do vlastnictví státu do správy Národního památkového ústavu (NPÚ).
V roce 2014 vyhověl Ústavní soud ČR její žádosti o obnovení soudního řízení. V roce 2015 zamítl Krajský soud odvolání NPÚ proti obnovení soudního řízení. V témže roce Okresní soud v Rychnově nad Kněžnou rozhodl, že zámek a další nemovitý majetek patří státu. V dubnu 2016 bylo Krajským soudem v Hradci Králové zamítnuto odvolání proti tomuto rozhodnutí. V roce 2017 následně Nejvyšší soud ČR zamítl odvolání proti verdiktu Krajského soudu.
V lednu 2018 konstatoval Evropský soud pro lidská práva ve Štrasburku, že v procesním průběhu řízení českých soudů došlo k pochybení. Ústavní soud ČR následně deklaroval připravenost obnovit soudní řízení v restitučním sporu.
V květnu 2020 rozhodl Ústavní soud ČR zamítnutím stížnosti ve věci navrácení nemovitého majetku o tom, že zámek zůstane v rukou státu. V únoru 2021 Evropský soud pro lidská práva ve Štrasburku zamítl stížnost rodiny Colloredo-Mansfeldů, čímž potvrdil zmíněný rozsudek Ústavního soudu z roku 2020. "Ministerstvo spravedlnosti tímto krokem považuje záležitost za ukončenou." Ač se tedy zdá, že spor o zámek je již u konce, souběžně probíhající spor o část mobiliáře na zámku v Opočně stále trvá.

## Osobní život
Hovoří pěti jazyky. Je rozvedená. Z prvního manželství se narodila dcera, která po rozvodu zůstala v péči otce a která tragicky zahynula při autonehodě. Z dalších manželství má tři syny: Leonharda, Dereka a Stefana, všichni tři jsou nositeli jména Colloredo-Mansfeld, které získali poté, co je adoptoval její otec. Z manželství synů má sedm vnoučat.

### Manželé
- 1. (10. září 1960 Öblarn) JUDr. Georg zu Fürstenberg (* 13. 8. 1923 Strobl – 7. 1. 2008),[1] seznámili se na mnichovském plese,[9] rozvedeni 1965[1]
- 2. (11. května 1965 Toronto) Jan van Hamel (* 23. 7. 1943 Edinburgh), rozvedeni 1973[1]
- 3. (22. května 1975 Klášter sv. Kateřiny, Wadi Feiran, Egypt) Michael Begert (* 5. 12. 1946 Bern), rozvedeni 1983[1]

### Děti
- 1. Diega (12. prosince 1961 Vídeň – 2. ledna 1975 Gdaňsk,[10] zemřela tři dny po autonehodě v Polsku[11])
- 2. Leonhard Colloredo-Mansfeld (* 10. února 1964 Vídeň),[10] roz. Van Hamel, velkostatkář, zabývá se lesnictvím;[12] působí v Öblarnu a Opočně[13]
- 3. Derek Colloredo-Mansfeld, roz. Van Hamel, umělecký truhlář,[12] podnikatel; žije ve Švédsku v Upsale[13]
- 4. Stefan Colloredo-Mansfeld, roz. Begert, v Americe se zabýval cestovním ruchem,[12] obchodník; žije v Londýně[13]

## Poznámka k pravopisu Mansfeld
Přestože se všichni členové rodu od sňatku Františka Gundakara Colloreda s Marií Isabelou Mansfeldovou, poslední příslušnicí rodu, v roce 1789 píší Colloredo-Mannsfeld s dvěma n, užívá Kristina a její potomci verzi s jedním n, kterou začal používat Kristinin otec Josef III. s ohledem na historickou pravdu, protože původně se rod Mansfeldů takto psal. Ačkoliv ke zdvojení n došlo omylem při vyhotovení listiny o sjednocení příjmení Colloredo-Mannsfeld, této oficiální verze se všichni členové kromě Kristininy větve drží.